# Pino Roveredo
Œuvres principales
Mandami a dire
Pino Roveredo, né le 16 octobre 1954 à Trieste (Frioul-Vénétie Julienne) et mort le 21 janvier 2023 à Duino-Aurisina (Frioul-Vénétie Julienne), est un dramaturge et écrivain italien.

## Œuvre

### Romans et essais
- Capriole in salita, éd. LINT, 1996
- Una risata piena di finestre, éd. LINT, 1997
- La città dei cancelli, éd. LINT, 1998
- La bela vita, éd. LINT, 1998
- Ballando con Cecilia, éd. LINT, 2000
- Centro diurno/Le fa male qui?, éd. LINT, 2000
- San Martino al Campo - Trent'anni, éd. LINT, 2000
- Schizzi di vino in brodo, éd. Circolo « Il Menocchio », 2001
- Cara Trieste, éd. Il Piccolo, 2004
- Mandami a dire, éditions Bompiani, 2005 – prix Campiello 2005
- Andar per fodere/Un giro tra le pieghe di Trieste, 2006
- Capriole in salita (autobiographie), éd. Bompiani, 2006
- Caracreatura, éd. Bompiani, 2007
- Vis-à-vis, éd. Il Sole 24 Ore - Regione FVG, 2007
- Attenti alle rose, éd. Bompiani, 2009
- La melodia del corvo, éd. Bompiani, 2010
- Mio padre votava Berlinguer, éd. Bompiani, 2012
- La rielaborazione di Ballando con Cecilia, éd. Bompiani, 2013
- Mastica e sputa, éd. Bompiani, 2016

### Théâtre
- La bela vita
- Centro diurno
- Le fa male qui?
- Sarà il paradiso...
- L'ultima corsa
- Mercoledì
- Ballando con cecilia
- Le chiavi di Melara
- Volevo tanto dirti che...
- Cari estinti
- La pankina
- Capriole in salita
- Caracreatura
- Succo d'aceto
- D...come Donna
- La melodia del corvo
- La legge è uguale per tutti?
- Quarto binario